# Formule de Cockcroft et Gault
Pour les articles homonymes, voir Cockcroft et Gault.
La formule de Cockcroft et Gault, en médecine, permet chez l'adulte l'estimation de la clairance de la créatinine. Cette clairance étant très proche du débit de filtration glomérulaire, elle renseigne sur l'état de la fonction rénale.
Cette formule a été proposée par Donald W. Cockcroft et Henry Gault en 1976.

## Formule
{\displaystyle Cl_{Cr}={\frac {140-\mathrm {{\hat {a}}ge} }{[Cr]}}\times \mathrm {poids} \times k}
- {\displaystyle Cl_{Cr}} : estimation de la clairance de la créatinine en mL/min ;
- {\displaystyle [Cr]} : créatininémie en µmol/L ;
- Âge : âge en années ;
- Poids : masse corporelle en kg ;
- k : coefficient qui vaut 1,25 chez l'homme et 1,04 chez la femme[2].

La formule peut également être présentée ainsi : 
{\displaystyle Cl_{Cr}={\frac {140-\mathrm {{\hat {a}}ge} }{7{,}2\times [Cr]}}\times \mathrm {poids} \times k'}
- {\displaystyle Cl_{Cr}} : estimation de la clairance de la créatinine en mL/min ;
- {\displaystyle [Cr]} : créatininémie en mg/L ;
- Âge : âge en années ;
- Poids : masse corporelle en kg ;
- k' : coefficient qui vaut 1 chez l'homme et 0,85 chez la femme.

Cette formule n'est pas applicable chez les patients suivants :
- enfant (utilisation de la formule de Schwartz) ;
- patient obèse (indice de masse corporelle > 30) ;
- femme enceinte ;
- cirrhotique avec ascite ;
- âge supérieur à 65 ans ;
- et pendant toute pathologie aiguë (notamment l'insuffisance rénale aiguë) en général.
- dénutrition majeure
- gabarit hors norme
- amyotrophie importante

La formule dite MDRD est valable dans certains cas où la formule de Cockroft est non applicable.
Une DFG inférieure à 90 mL/min/1,73 m2 depuis plus de trois mois permet de définir les stades d'une insuffisance rénale chronique.